# Победный маршрут
«Победный маршрут» — советский мультипликационный фильм 1939 года.

## Сюжет
Агитационный плакат о паровозе, ведомом Сталиным, который не могут остановить враги. Восхваляются достижения индустриализации и коллективизации, которые проводились в СССР посредством пятилеток. В мультфильме исполняется песня «Жить стало лучше, жить стало веселей 
Звонки, как птицы, одна за другой,

Песни летят над советской страной.

Весел напев городов и полей —

Жить стало лучше, жить стало веселей!

Дружно страна и растёт, и поёт,

С песнею новое счастье куёт.

Глянешь на солнце — и солнце светлей.

Жить стало лучше, жить стало веселей!

Хочется всей необъятной страной

Сталину крикнуть «Спасибо, Родной!»

Долгие годы живи, не болей.

Жить стало лучше, жить стало веселей!

## Создатели
| режиссёры              | Дмитрий Бабиченко, Леонид Амальрик, Владимир Полковников |
| сценарист              | Н. Петров                                                |
| художники-постановщики | П. Баженов, К. Урбетис                                   |
| оператор               | Д. Каретный                                              |
| композиторы            | Алексей Аксёнов, Константин Листов                       |
| звукооператор          | С. Ренский                                               |
| тексты песен (стихов)  | Александр Жаров                                          |